# Білоцерківська вулиця (Київ)
Білоцеркі́вська ву́лиця — зникла вулиця, що існувала в Ленінградському районі (нині — територія Святошинського) міста Києва, селище Біличі. Пролягала від проспекту Академіка Палладіна до Чорнобильської вулиці. 
Прилучалися Білоцерківський та Обухівський провулки.

## Історія
Виникла в 20–30-х роках XX століття під назвою Пушкінська, на честь російського поета Олександра Пушкіна. 
Назву Білоцерківська вулиця отримала 1955 року, на честь міста Біла Церква. 
Ліквідована наприкінці 1980-х років у зв'язку з частковим знесенням старої забудови селища Біличі та будівництвом багатоповерхових будинків.